# Alopecosa irinae
Alopecosa irinae là một loài nhện trong họ Lycosidae.
Loài này thuộc chi Alopecosa. Alopecosa irinae được Lobanova miêu tả năm 1978.